# 匈牙利国共产党

匈牙利国共产党标志

匈牙利国共产党，简称匈共（KMP），是匈牙利历史上的一个共产主义政党。该党成立于1918年11月24日，领导人是库恩·贝拉。1919年3月21日，该党同匈牙利社会民主党合并为匈牙利国社会党，并建立匈牙利苏维埃共和国。同年6月12日，匈牙利国社会党改名为匈牙利国社会主义-共产主义工人党。1919年8月1日，匈牙利苏维埃共和国被羅馬尼亞王國和匈牙利軍官霍爾蒂·米克洛什颠覆。匈牙利国社会主义-共产主义工人党随之瓦解，数千名成员和许多领导人被杀害，一些人被关押或流亡国外。1922年，匈牙利国共产党在地下重建。1925年，库恩·贝拉在奥地利维也纳主持召开匈共“一大”。1925年—1928年，匈共在匈牙利国内以合法政党“匈牙利国社会主义工人党”的名义活动。1943年6月，共产国际解散；7月，为便于开展反法西斯活动，匈牙利国共产党解散，其成员另外建立和平党。